# 紐霍普鎮區 (北卡羅萊納州珀奎曼斯縣)
紐霍普鎮區（英語：New Hope Township）是位於美國北卡羅萊納州珀奎曼斯縣的一個鎮區。

## 地方資料
紐霍普鎮區的面積為134.93平方千米，皆為陸地。根據2020年美國人口普查的數據，當地共有人口3037人，而人口密度為每平方千米22.51人。